# M36 (天体)
座標:  05h 36m 18.0s, +34° 08′ 24″
M36（NGC 1960）は、ぎょしゃ座にある散開星団である。

## 概要
およそ60個の恒星で構成され、ぎょしゃ座にあるM36・M37・M38の3つの散開星団の中では最も小さい。誕生して約2500万年と非常に若い星団であると考えられている。
双眼鏡でも10数個の星を見ることができる。口径10cmの望遠鏡で低倍率でも星に分解して見ることができ、中心部にある二重星を確認できる。
星団の南には二重星OΣ737 が見える。

## 観測史
1654年以前にジョヴァンニ・バッティスタ・オディエルナによって発見されているが、彼の発見は世に知られず、後の1749年にギヨーム・ル・ジャンティによって独立発見されている。ル・ジャンティは「星雲と呼ぶには相応しくない。おうし座の北の角の上にあり、数個の星をみるには12フィートの望遠鏡を要する」と記した。1764年にシャルル・メシエは「ぎょしゃ座の星の群れ。φ星に近く3.5フィートの普通の望遠鏡では星は見にくい。星雲状のものを含んでいない」とした。